# Перемога (Золочевский район)
Перемо́га (укр. Перемога) — посёлок,
Малорогозянский сельский совет,
Золочевский район,
Харьковская область, Украина.
Код КОАТУУ — 6322684004. Население по переписи 2001 года составляет 633 (296/337 м/ж) человека.

## Географическое положение
Посёлок Перемога находится на левом берегу реки Рогозянка, которая через 4 км впадает в реку Уды (правый приток), выше по течению в 2-х км — село Гуриновка, ниже по течению примыкает село Малая Рогозянка.

## Происхождение названия
В переводе с украинского языка слово «перемога» означает «победа». На территории Украины 17 населённых пунктов с подобным названием.

## История
- 1931 — дата основания.

## Экономика
- Молочно-товарная ферма, машинно-тракторные мастерские.
- Теплицы.

## Объекты социальной сферы
- Библиотека.